# Benamaurel
Benamaurel – gmina w Hiszpanii, w prowincji Grenada, w Andaluzji, o powierzchni 127,89 km². W 2011 roku gmina liczyła 2447 mieszkańców. Leży 121 km od stolicy Granady.